# Averrhoidium
Averrhoidium es un género de plantas con flores perteneciente la familia Sapindaceae. 

## Distribución
El área de distribución nativa de este género se extiende desde el sur de México, hasta Brasil y Paraguay.

## Taxonomía
El género fue descrito por Henri Ernest Baillon y publicado en Adansonia 11: 244, en 1874.

## Especies
Comprende 4 especies aceptadas:
- Averrhoidium dalyi Acev.-Rodr. y Ferrucci, 2002
- Averrhoidium gardnerianum Baill., 1874
- Averrhoidium paraguaiense Radlk., 1910
- Averrhoidium spondioides (Standl.) Acev.-Rodr. y Ferrucci, 1998